# Jorge Fernández Madinabeitia
Jorge Fernández Madinabeitia (Alacant, 8 d'agost de 1972) és un actor i presentador de televisió basc, conegut per presentar el programa d'Antena 3 La ruleta de la suerte.

## Biografia
Nascut a Alacant, va viure la seva infància en la localitat guipuscoana d'Arrasate. És llicenciat en Educació Física per la UPV, en l'IVEF (Institut Basc d'Educació Física) de Vitòria i va impartir classes d'Educació Física en el col·legi concertat Virgen Niña de Vitòria. Va jugar al bàsquet, arribant a debutar en la Lliga ACB amb el Saski Baskonia en la temporada 1997-98.

Als 26 anys va decidir treballar en una Agència de Models en Sant Sebastià. El 1999 va obtenir el premi Míster Espanya, que va conservar dos anys seguits perquè el certamen de l'any 2000 no es va celebrar.
Després de l'obtenció del premi Míster Espanya, va iniciar la seva carrera artística, que li ha portat a la presentació de nombrosos programes de televisió, així com a intervenir en algunes sèries, com  Los Serrano (2003-2008), on interpretava a Andrés, el germà de Candela.
Actualment presenta el concurs La ruleta de la suerte junt a Laura Moure a Antena 3, on també va presentar el reality xou Esta casa era una ruina. Per tots dos treballs va rebre el Premi Ondas en 2008 i l'Antena de Oro 2009
En 2 ocasions (2006 al costat de Mónica Martínez i 2010 al costat de Sandra Daviú) va presentar les Campanades de Cap d'any sempre a Antena 3. A més, en 2008 al costat de Vidina Espino va presentar per a la mateixa cadena (i amb retransmissió nacional i internacional) les Campanades de Canàries dins de l'especial Abba: The Show.
En 2012 Jorge Fernández va presentar al costat d'Anna Simon en Antena 3 el programa Adiós 2012, adiós.
En el mes de abril de 2014 va ser portada de la revista Men's Health amb el títol: "Una dieta de portada por Jorge Fernández".

## Filmografia

### Programes de televisió
| Any           | Títol                       | Paper          | Canal |
| ------------- | --------------------------- | -------------- | ----- |
| 2001-2002     | Date el bote                | Presentador    |       |
| 2002-2004     | Gran Hermano                | Co-presentador |       |
| 2003          | La quinta esfera            | Presentador    |       |
| 2004          | Gran Hermano VIPː El Debate | Presentador    |       |
| 2005          | El verano de tu vida        | Presentador    |       |
| 2005          | Eurovision junior           | Presentador    |       |
| 2005          | Gente de Primera            | Presentador    |       |
| 2006          | Los más                     | Presentador    |       |
| 2006-presente | La ruleta de la suerte      | Presentador    |       |
| 2007-2010     | Esta casa era una ruina     | Presentador    |       |
| 2009          | Canta si puedes             | Presentador    |       |
| 2010          | Quiero Cantar               | Presentador    |       |
| 2012          | Adiós, 2012, adiós          | Presentador    |       |
| 2014          | ¡Ahora caigo!               | Presentador    |       |
| 2016          | 1, 2, 3... Hipnotízame      | Invitat        |       |
| 2017          | Me resbala                  | Invitat        |       |

### Sèries de televisió
| Any       | Títol                | Personatge              | Canal       | Notes      |
| --------- | -------------------- | ----------------------- | ----------- | ---------- |
| 1999      | El señorío de Larrea | Jorge                   |             | 1 episodi  |
| 2001      | Esencia de poder     | Ramón                   |             | 4 episodis |
| 2002-2004 | 7 vidas              | Mario                   | 2 episodis  |            |
| 2003      | Los Serrano          | Andrés Blanco Fernández | 13 episodis |            |
| 2005      | Homo Zapping         | Ell mateix              |             | 1 episodi  |
| 2017      | Homo Zapping         | Ell mateix              |             | 1 episodi  |

### Pel·lículas
| Any  | Títol           | Personatge                | Notes       |
| ---- | --------------- | ------------------------- | ----------- |
| 2016 | Cuerpo de élite | Presentador de Campanades | Paper Menor |

## Imatge publicitària
En 2014 Jorge va participar en l'anunci de la marca de desodorants Rexona patrocinant la marató organitzada per la mateixa marca.
En 2016 va participar en una campanya com a imatge de Sushispot, protagonitzant diversos cartells publicitaris.

## Premis
- Premi Ondas 2008 al millor presentador de televisió.
- Antena de Oro 2009.